# هلن فین
هلن فین (انگلیسی: Helen Fein; ۱ ژانویهٔ ۱۹۳۴ – ۱۴ مهٔ ۲۰۲۲) جامعه‌شناس و استاد دانشگاه در زمینه نسل‌کشی و حقوق بشر اهل ایالات متحده آمریکا بود.